# 航空自衛隊第3術科学校
航空自衛隊第3術科学校（こうくうじえいたいだい3じゅつかがっこう、英称：3rd Technical School）は、福岡県遠賀郡芦屋町の芦屋基地に所在する、航空教育集団直轄の教育機関である。

## 概要
調達・会計などの総務的な業務や補給・施設・輸送などの後方運用に関する術科の教育訓練を担当しており、地上輸送や消防、施設などの術科教育の必要上、公安委員会指定自動車教習所としての機能（外部からの教習生を受け入れないため、正規の指定教習所ではない）を有する。また、補給部隊等の運用等に関する調査・研究もおこなうと共に、芦屋基地の管理業務も担当する。学校長は芦屋基地司令を兼務している。

## 沿革
- 1958年（昭和33年）3月25日：「航空自衛隊整備学校分校」として岐阜基地に設立
- 1959年（昭和34年）6月1日：「航空自衛隊第3術科学校」に改称
- 1961年（昭和36年）3月1日：芦屋基地に移転
- 1989年（平成元年）3月16日：航空教育集団新編に伴い、同隷下に編入

## 組織編成
- 総務課
- 教務課
- 第1教育部
- 第2教育部
- 整備部
  - 計画課
  - 整備課
- 業務部
  - 庶務課
  - 補給課
  - 施設課
  - サイバー運用課
  - 管理課
  - 業務課
  - 会計課
  - 衛生課
- 学生隊

## 主要幹部
| 官職名                                  | 階級    | 氏名     | 補職発令日     | 前職                                        |
| --------------------------------------- | ------- | -------- | -------------- | ------------------------------------------- |
| 航空自衛隊第3術科学校長 兼 芦屋基地司令 | 空将補  | 兼田大助 | 2024年12月20日 | 航空教育集団司令部総務部長                  |
| 副校長                                  | 1等空佐 | 村上圭輔 | 2024年06月08日 | 第12飛行教育団副司令                        |
| 総務課長                                |         |          |                |                                             |
| 教務課長                                |         |          |                |                                             |
| 第1教育部長                             | 1等空佐 | 中修一郎 | 2023年06月09日 | 統合幕僚監部首席後方補給官付 後方補給室勤務 |
| 第2教育部長                             | 1等空佐 | 久重路剛 | 2023年10月15日 | 航空幕僚監部防衛部施設課管理班長            |
| 整備部長                                |         |          |                |                                             |
| 業務部長                                | 2等空佐 | 江嶋康行 | 2023年12月01日 | 航空気象群基地業務隊長                      |
| 学生隊長                                |         |          |                |                                             |

| 代                                  | 氏名                                | 在任期間                            | 出身校・期                          | 前職                                                                              | 後職                                       |
| 航空自衛隊整備学校分校長（1等空佐） | 航空自衛隊整備学校分校長（1等空佐） | 航空自衛隊整備学校分校長（1等空佐） | 航空自衛隊整備学校分校長（1等空佐） | 航空自衛隊整備学校分校長（1等空佐）                                               | 航空自衛隊整備学校分校長（1等空佐）        |
| ----------------------------------- | ----------------------------------- | ----------------------------------- | ----------------------------------- | --------------------------------------------------------------------------------- | ------------------------------------------ |
| -                                   | 小沢六男                            | 1958.3.25 - 1959.5.31               | 海機43期                            | 航空自衛隊整備学校付                                                              | 航空自衛隊第3術科学校長                    |
| 航空自衛隊第3術科学校長             |                                     |                                     |                                     |                                                                                   |                                            |
| 01                                  | 小沢六男 （1等空佐）                | 1959.6.1 - 1959.8.31                | 海機43期                            | 航空自衛隊整備学校分校長                                                          | 第2航空教育隊長 兼 熊谷基地司令            |
| 02                                  | 中村雅郎                            | 1959.9.1 - 1960.7.31                | 陸士44期・ 陸大51期                 | 航空幕僚監部監理部総務部長 →1959.8.1 航空幕僚監部付                               | 防衛大学校訓練部長                         |
| 03                                  | 加納健一                            | 1960.8.1 - 1962.3.15                | 東京帝国大学 昭和9年卒              | 航空自衛隊第1補給処長 兼 木更津基地司令                                           | 自衛隊熊本地方連絡部長                     |
| 04                                  | 北川政男                            | 1962.7.16 - 1963.7.31               | 東京帝国大学 昭和10年卒             | 航空幕僚監部監理部長 →1964.1.1 空将補昇任                                         | 航空自衛隊幹部候補生学校長 兼 奈良基地司令 |
| 05                                  | 池沢正巳                            | 1963.8.1 - 1964.7.15                | 海兵60期                            | 術科教育本部教育部長                                                              | 航空幕僚監部人事教育部副部長               |
| 06                                  | 上田泰弘                            | 1964.7.16 - 1965.7.15               | 陸士49期・ 陸大58期                 | 第31普通科連隊長（1等陸佐） →1964.6.1 中部航空方面隊司令部付 →1964.7.6 空将補昇任 | 第3航空団司令 兼 小牧基地司令              |
| 07                                  | 黒田 保                             | 1965.7.16 - 1966.6.30               | 東京帝国大学 昭和14年卒             | 航空自衛隊第3補給処副処長 →1966.1.1 空将補昇任                                    | 航空幕僚監部監理部長                       |
| -                                   | 住 真宏                             | 1966.7.1 - 1966.7.15                | 陸士49期                            | 職務代理（本務：第3術科学校副校長）                                               | 職務代理（本務：第3術科学校副校長）        |
| 08                                  | 緒方 奨                             | 1966.7.16 - 1967.7.16               | 陸士47期                            | 輸送航空団司令 兼 美保基地司令                                                    | 航空幕僚監部付 →1967.12.14 退職            |
| 09                                  | 石原格太郎                          | 1967.7.17 - 1969.2.16               | 海機45期                            | 航空自衛隊第2補給処長 兼 岐阜基地司令                                             | 航空自衛隊第1術科学校長 兼 浜松南基地司令  |
| -                                   | 森 隆                               | 1969.2.17 - 1969.3.16               | 早稲田大学                          | 職務代理（本務：第3術科学校副校長）                                               | 職務代理（本務：第3術科学校副校長）        |
| 10                                  | 中村 孝                             | 1969.3.17 - 1971.4.30               | 陸士52期                            | 北部航空方面隊司令部幕僚長                                                        | 輸送航空団司令 兼 美保基地司令             |
| 11                                  | 佃 藤吾                             | 1971.5.1 - 1974.3.15                | 陸経2期                             | 航空自衛隊補給統制処副処長 兼 市ヶ谷基地司令                                      | 航空幕僚監部付 →1974.8.1 退職              |
| 12                                  | 南 健一                             | 1974.3.16 - 1974.12.4               | 早稲田大学 昭和19年卒               | 航空自衛隊補給統制処副処長 兼 市ヶ谷基地司令                                      | 航空自衛隊第3補給処長                      |
| 13                                  | 江頭 勇                             | 1974.12.5 - 1977.3.15               | 陸士56期                            | 中央航空通信群司令                                                                | 航空幕僚監部付 →1977.7.1 退職              |
| 14                                  | 小薗力冶                            | 1977.3.16 - 1979.3.15               | 陸士58期                            | 航空自衛隊第4補給処長                                                             | 航空幕僚監部付 →1979.7.1 退職              |
| 15                                  | 奥田 弘                             | 1979.3.16 - 1981.3.15               | 陸士59期                            | 航空自衛隊幹部学校研究部長 →1979.7.1 空将補昇任                                   | 航空幕僚監部付 →1981.7.1 退職              |
| 16                                  | 柳田義人                            | 1981.3.16 - 1982.3.15               | 陸士60期                            | 防衛研修所研究部第6研究室長                                                       | 航空幕僚監部付 →1982.7.1 退職              |
| 17                                  | 福岡靖也                            | 1982.3.16 - 1983.6.30               | 都島工専・ 5期幹候（陸）            | 航空幕僚監部防衛部施設課長                                                        | 航空自衛隊第1術科学校 兼 浜松南基地司令    |
| 18                                  | 甲斐今朝芳                          | 1983.7.1 - 1986.6.16                | 宮崎大学・ 9期幹候                  | 航空自衛隊第1補給処長 兼 木更津基地司令                                           | 航空自衛隊第2補給処長 兼 岐阜基地司令      |
| 19                                  | 橋本博元                            | 1986.6.17 - 1988.3.16               | 立命館大学・ 3期幹候                | 航空幕僚監部防衛部施設課長                                                        | 退職                                       |
| 20                                  | 月輪時祺                            | 1988.3.16 - 1989.3.16               | 東北大学・ 11期幹候                 | 航空中央業務隊司令 兼 檜町基地司令                                                | 退職                                       |
| 21                                  | 石塚鑛司                            | 1989.3.16 - 1990.3.15               | 防大1期                             | 航空自衛隊第4補給処長                                                             | 退職                                       |
| 22                                  | 松尾 豊                             | 1990.3.16 - 1991.6.30               | 防大2期                             | 航空自衛隊第2補給処長 兼 岐阜基地司令                                             | 退職                                       |
| 23                                  | 両角逸郎                            | 1991.7.1 - 1993.6.30                | 防大6期                             | 航空自衛隊補給本部計画部長                                                        | 退職                                       |
| 24                                  | 伊藤文夫                            | 1993.7.1 - 1995.6.29                | 防大7期                             | 航空自衛隊第4術科学校長 兼 熊谷基地司令                                           | 退職                                       |
| 25                                  | 秋谷 孟                             | 1995.6.30 - 1997.3.25               | 防大9期                             | 航空自衛隊補給本部計画部長 →1996.3.25 空将補昇任                                  | 航空自衛隊第3補給処長                      |
| 26                                  | 茶木哲義                            | 1997.3.26 - 1998.6.30               | 防大14期                            | 調達実施本部名古屋支部副支部長                                                    | 航空幕僚監部人事教育部長                   |
| 27                                  | 奈良信行                            | 1998.7.1 - 1999.12.9                | 防大15期                            | 航空自衛隊幹部学校副校長                                                          | 調達実施本部東京支部長                     |
| 28                                  | 御木信宏                            | 1999.12.10 - 2001.6.28              | 防大14期                            | 航空幕僚監部監理部総務課長 →2000.3.18 空将補昇任                                  | 航空自衛隊第1補給処長 兼 木更津基地司令    |
| 29                                  | 山口金光                            | 2001.6.29 - 2003.3.26               | 防大16期                            | 航空開発実験集団司令部幕僚長                                                      | 航空自衛隊幹部候補生学校長 兼 奈良基地司令 |
| 30                                  | 内田雅寛                            | 2003.3.27 - 2005.7.27               | 防大20期                            | 第83航空隊司令 兼 那覇基地司令                                                    | 航空幕僚監部総務部長                       |
| 31                                  | 塚本修由                            | 2005.7.28 - 2007.7.2                | 中央大学・ 64期幹候                 | 航空教育集団司令部総務部長                                                        | 退職                                       |
| 32                                  | 詫摩浩士                            | 2007.7.3 - 2009.7.20                | 防大21期                            | 防空指揮群司令 兼 府中基地司令                                                    | 中部航空方面隊副司令官                     |
| 33                                  | 吉松卓夫                            | 2009.7.21 - 2011.8.4                | 防大24期                            | 航空幕僚監部総務部総務課長                                                        | 航空自衛隊第4術科学校長 兼 熊谷基地司令    |
| 34                                  | 柏原敬子                            | 2011.8.5 - 2013.8.21                | 関西学院大学・ 69期幹候             | 航空教育隊司令                                                                    | 退職                                       |
| 35                                  | 原 哲之                             | 2013.8.22 - 2014.8.4                | 防大24期                            | 航空自衛隊第4補給処長                                                             | 退職                                       |
| 36                                  | 中原茂樹                            | 2014.8.5 - 2016.12.19               | 防大27期                            | 北部航空警戒管制団司令                                                            | 中部航空警戒管制団司令 兼 入間基地司令     |
| 37                                  | 小林 卓                             | 2016.12.20 - 2018.3.27              | 防大28期                            | 防衛装備庁調達事業部総括航空調達官                                                | 退職                                       |
| 38                                  | 加藤康博                            | 2018.3.27 - 2020.3.25               | 82期幹候                            | 航空幕僚監部人事教育部人事計画課長                                                | 南西航空方面隊副司令官                     |
| 39                                  | 岩城公隆                            | 2020.3.26 - 2021.9.29               | 防大32期                            | 中部航空警戒管制団 兼 入間基地司令                                                | 統合幕僚学校副校長                         |
| 40                                  | 德重勇一                            | 2021.9.30 - 2023.8.28               | 東洋大学・ 80期幹候                 | 航空自衛隊第2補給処長 兼 岐阜基地司令                                             | 退職                                       |
| 41                                  | 北川英二                            | 2023.8.29 - 2024.12.19              | 防大36期                            | 第8航空団司令 兼 築城基地司令                                                     | 航空自衛隊第4術科学校長 兼 熊谷基地司令    |
| 42                                  | 兼田大助                            | 2024.12.20 -                        | 防大37期                            | 航空教育集団司令部総務部長                                                        |                                            |